# Jacqueline Cristofol
Pour les articles homonymes, voir Cristofol.
Jacqueline Cristofol, née le 11 juin 1919 à Urzy dans la Nièvre et morte le 21 avril 2008 à Marseille, est une avocate et résistante française,,.

## Biographie

### Enfance et jeunesse
Jacqueline Cristofol, née Delayance, grandit dans une famille cultivée à La Charité-sur-Loire, où ses parents sont libraires-imprimeurs. Elle poursuit des études supérieures à la faculté de droit de Paris et à la Sorbonne et obtient une licence d’allemand en septembre 1940.
De retour à La Charité-sur-Loire, elle apporte son aide à des prisonniers français retenus sur une île de la Loire et plusieurs personnes ayant eu à subir la Kommandantur. 

### Fonctions et engagement
Ayant reçu une formation d’infirmière et d'assistant-chirurgien, elle soigne des résistants dans un hôpital clandestin annexé à la clinique Saint Bernard en 1944, puis part à la recherche d'un emploi dans la capitale. Séjour rapide puisqu'en octobre, le cabinet du commissaire régional de la République, Raymond Aubrac, l'appelle à Marseille. C'est ainsi qu'elle fait la connaissance du député communiste et président du Comité régional de la Libération, Jean Cristofol, qui deviendra son époux le 4 août 1945.
Jacqueline Cristofol adhère au Parti communiste français peu de temps après son mariage. Elle s'inscrit au barreau de Marseille en 1946 et est amenée à assurer la défense de nombreux militants politiques ou syndicaux inculpés du fait de leur engagement. 
Elle est élue conseillère municipale de Marseille en 1959. Elle est également suppléante du député communiste François Billoux de 1958 à 1962.
Avec Germaine Poinso-Chapuis et Raoul Eppe, elle fonde en 1968, la Maison de l'Apprenti, qui se trouve boulevard  Viala. Elle en devient la présidente.
Elle participe à la gestion de l'« Association de sauvegarde à l'enfance et à l'adolescence » en 1986 alors qu'elle prend sa retraite. Elle meurt le 21 avril 2008 à Marseille.

### Famille
Issue d'un milieu aisé et de gauche, après avoir contribué à la résistance, elle rencontre et épouse Jean Cristofol à 25 ans. Le couple verse ses émoluments au parti communiste, et est en difficulté financière pour élever leurs trois enfants : une fille et deux garçons[réf. nécessaire]. À la mort de Jean en 1957, elle se retrouve seule pour les élever.

## Publication
- Batailles pour Marseille : Jean Cristofol, Gaston Defferre, Raymond Aubrac, Flammarion, 1997  (ISBN 2080674811). Cet ouvrage retrace l'histoire de Marseille de 1930 à 1960, la naissance du communisme, les Marseillais pendant la guerre, la gouvernance de Gaston Defferre[8],[9],[10].